# Haimps
Haimps est une commune du Sud-Ouest de la France située dans le département de la Charente-Maritime (région Nouvelle-Aquitaine).
Ses habitants sont appelés les Haimpsois et les Haimpsoises.

## Géographie
La commune comporte deux bourgs, Haimps et Fresneau, qui sont le long du Briou, affluent de l'Antenne.
La commune compte également deux lieux dits celui de la pinelle et celui de La bonne année.

### Communes limitrophes
|        | Les Touches-de-Périgny | Gourvillette |
| Matha  | Haimps                 | Massac       |
| Sonnac | Louzignac              | Siecq        |

## Urbanisme

### Typologie
Au 1er janvier 2024, Haimps est catégorisée commune rurale à habitat dispersé, selon la nouvelle grille communale de densité à 7 niveaux définie par l'Insee en 2022.
Elle est située hors unité urbaine et hors attraction des villes,.

### Occupation des sols
L'occupation des sols de la commune, telle qu'elle ressort de la base de données européenne d’occupation biophysique des sols Corine Land Cover (CLC), est marquée par l'importance des territoires agricoles (92 % en 2018), en augmentation par rapport à 1990 (90,9 %). La répartition détaillée en 2018 est la suivante : 
terres arables (59,2 %), cultures permanentes (21,2 %), zones agricoles hétérogènes (9 %), zones urbanisées (4,2 %), forêts (3,9 %), prairies (2,6 %). L'évolution de l’occupation des sols de la commune et de ses infrastructures peut être observée sur les différentes représentations cartographiques du territoire : la carte de Cassini (XVIIIe siècle), la carte d'état-major (1820-1866) et les cartes ou photos aériennes de l'IGN pour la période actuelle (1950 à aujourd'hui).

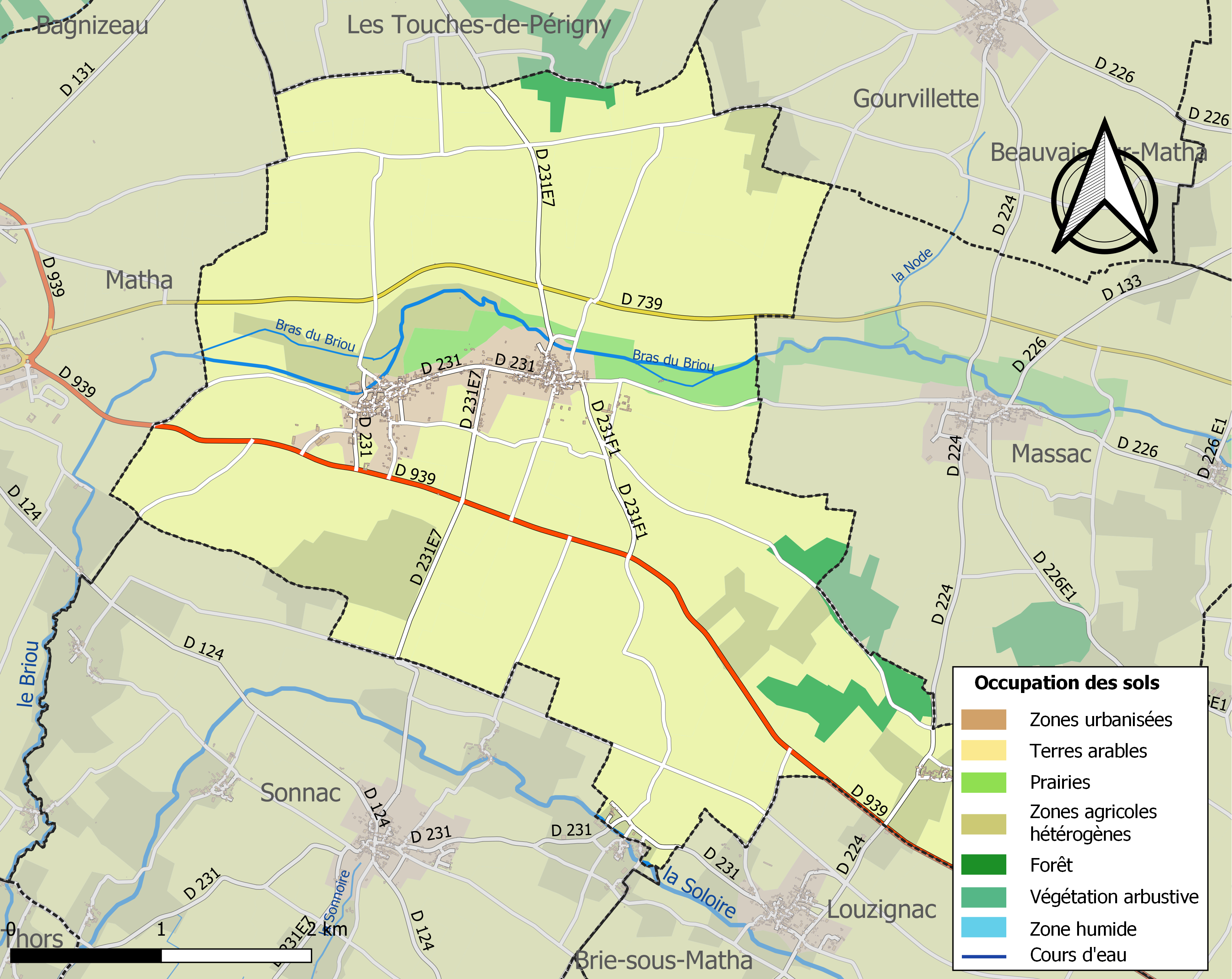
Carte des infrastructures et de l'occupation des sols de la commune en 2018 (CLC).

### Risques majeurs
Le territoire de la commune de Haimps est vulnérable à différents aléas naturels : météorologiques (tempête, orage, neige, grand froid, canicule ou sécheresse), inondations, mouvements de terrains et séisme (sismicité modérée). Il est également exposé à un risque technologique,  le transport de matières dangereuses. Un site publié par le BRGM permet d'évaluer simplement et rapidement les risques d'un bien localisé soit par son adresse soit par le numéro de sa parcelle.

#### Risques naturels
Certaines parties du territoire communal sont susceptibles d’être affectées par le risque d’inondation par débordement de cours d'eau, notamment la Soloire et le Briou. La commune a été reconnue en état de catastrophe naturelle au titre des dommages causés par les inondations et coulées de boue survenues en 1982, 1993, 1999, 2003 et 2010,.
La commune est vulnérable au risque de mouvements de terrainsdes tassements différentiels.
Par ailleurs, afin de mieux appréhender le risque d’affaissement de terrain, l'inventaire national des cavités souterraines permet de localiser celles situées sur la commune.
Concernant les mouvements de terrains, la commune a été reconnue en état de catastrophe naturelle au titre des dommages causés par la sécheresse en 1989, 1991, 2003 et 2005 et par des mouvements de terrain en 1999 et 2010.

#### Risques technologiques
Le risque de transport de matières dangereuses sur la commune est lié à sa traversée par une ou des infrastructures routières ou ferroviaires importantes ou la présence d'une canalisation de transport d'hydrocarbures. Un accident se produisant sur de telles infrastructures est susceptible d’avoir des effets graves sur les biens, les personnes ou l'environnement, selon la nature du matériau transporté. Des dispositions d’urbanisme peuvent être préconisées en conséquence.

## Toponymie
Les anciennes attestations sont Aent et Aehent, du gaulois Agentum.

## Administration

### Liste des maires

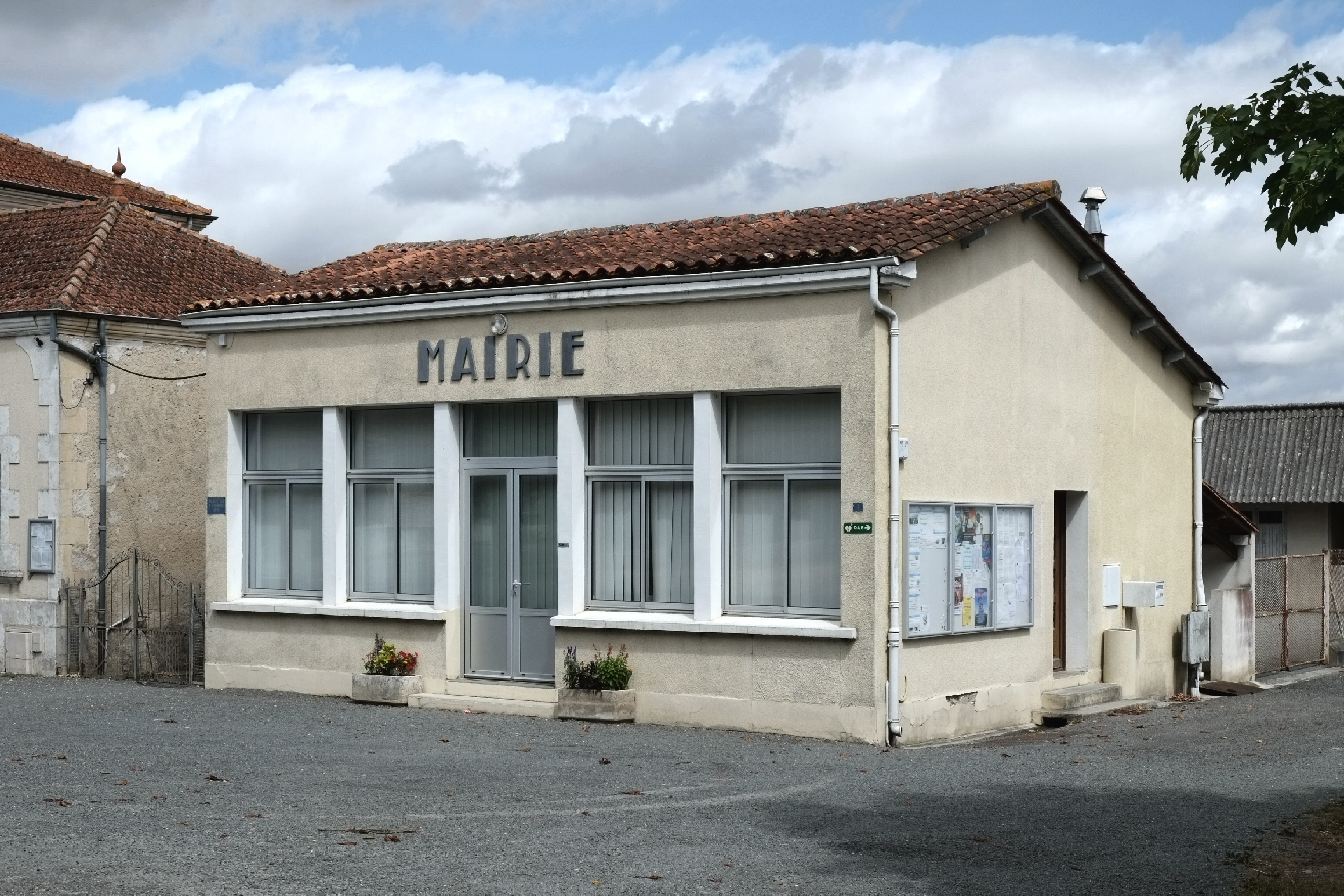
La mairie.

| Période                                  | Période  | Identité         | Étiquette | Qualité |
| ---------------------------------------- | -------- | ---------------- | --------- | ------- |
| Les données manquantes sont à compléter. |          |                  |           |         |
|                                          |          |                  |           |         |
| avant 1988                               | 1995     | Yves Égreteau    |           |         |
| 1995                                     | 2014     | Paul Rouger      | PS        |         |
| 2014 (réélu en mai 2020)                 | En cours | Thierry Goujeaud | DVG       | Cadre   |

## Population et société

### Démographie

#### Évolution démographique
L'évolution du nombre d'habitants est connue à travers les recensements de la population effectués dans la commune depuis 1793. Pour les communes de moins de 10 000 habitants, une enquête de recensement portant sur toute la population est réalisée tous les cinq ans, les populations de référence des années intermédiaires étant quant à elles estimées par interpolation ou extrapolation. Pour la commune, le premier recensement exhaustif entrant dans le cadre du nouveau dispositif a été réalisé en 2006.

En 2022, la commune comptait 452 habitants, en évolution de −2,8 % par rapport à 2016 (Charente-Maritime : +4,04 %, France hors Mayotte : +2,11 %).
| 1793 | 1800 | 1806 | 1821 | 1831 | 1836 | 1841 | 1846 | 1851 |
| ---- | ---- | ---- | ---- | ---- | ---- | ---- | ---- | ---- |
| 730  | 708  | 731  | 776  | 845  | 882  | 890  | 910  | 863  |

| 1856 | 1861 | 1866 | 1872 | 1876 | 1881 | 1886 | 1891 | 1896 |
| ---- | ---- | ---- | ---- | ---- | ---- | ---- | ---- | ---- |
| 868  | 881  | 854  | 839  | 853  | 806  | 721  | 688  | 689  |

| 1901 | 1906 | 1911 | 1921 | 1926 | 1931 | 1936 | 1946 | 1954 |
| ---- | ---- | ---- | ---- | ---- | ---- | ---- | ---- | ---- |
| 662  | 620  | 623  | 538  | 556  | 551  | 570  | 537  | 579  |

| 1962 | 1968 | 1975 | 1982 | 1990 | 1999 | 2006 | 2011 | 2016 |
| ---- | ---- | ---- | ---- | ---- | ---- | ---- | ---- | ---- |
| 595  | 550  | 495  | 510  | 466  | 427  | 491  | 471  | 465  |

| 2021 | 2022 | - | - | - | - | - | - | - |
| ---- | ---- | - | - | - | - | - | - | - |
| 453  | 452  | - | - | - | - | - | - | - |

## Lieux et monuments
- L'église Saint-Symphorien située à Haimps a été construite au XIIe siècle et remaniée au XIIIe siècle. Elle a été classée monument historique le 7 juin 1983.
- Le logis de Fresneau. Entouré d’un parc boisé, le logis s’ouvre sur une cour où l’on pénètre par un portail sous porche, près de communs dont quelques ouvertures portent la marque du XVe siècle. Le logis lui-même est composé d’un grand corps de bâtiment à un étage, accosté à chaque extrémité d’un gros pavillon à grand comble d’ardoise. Celui de gauche pourrait être du XVIIe siècle, le bâtiment central du XVIIIe siècle, la partie de droite qui provient du château de La Moreau près de Nantillé a été démontée pierre par pierre pour être reconstruite ici au milieu du XIXe siècle. Les dépendances abritent une fuye cylindrique qui a perdu sa toiture, un vivier d’une centaine de mètres sur 15 équipé d’une anguillère, et un moulin à eau.
- Un très curieux pigeonnier triangulaire que l'on peut voir à Fresneau.

On y trouve aussi le long d'un bief du Briou qui n'a plus d'eau en période estivale un lavoir, une rampe de descente ou cale et un ancien moulin toujours alimenté en eau.

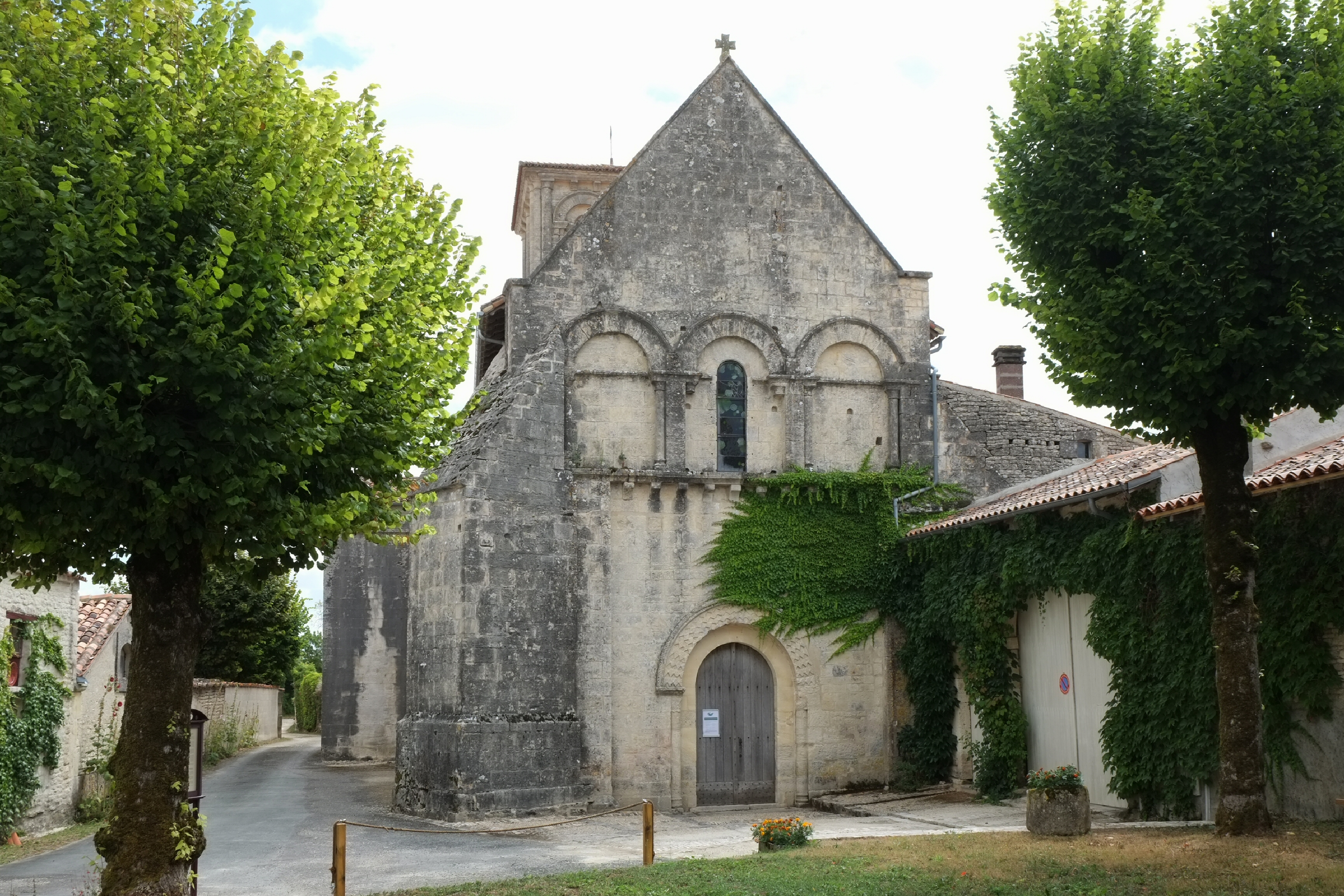
L'église Saint-Symphorien.
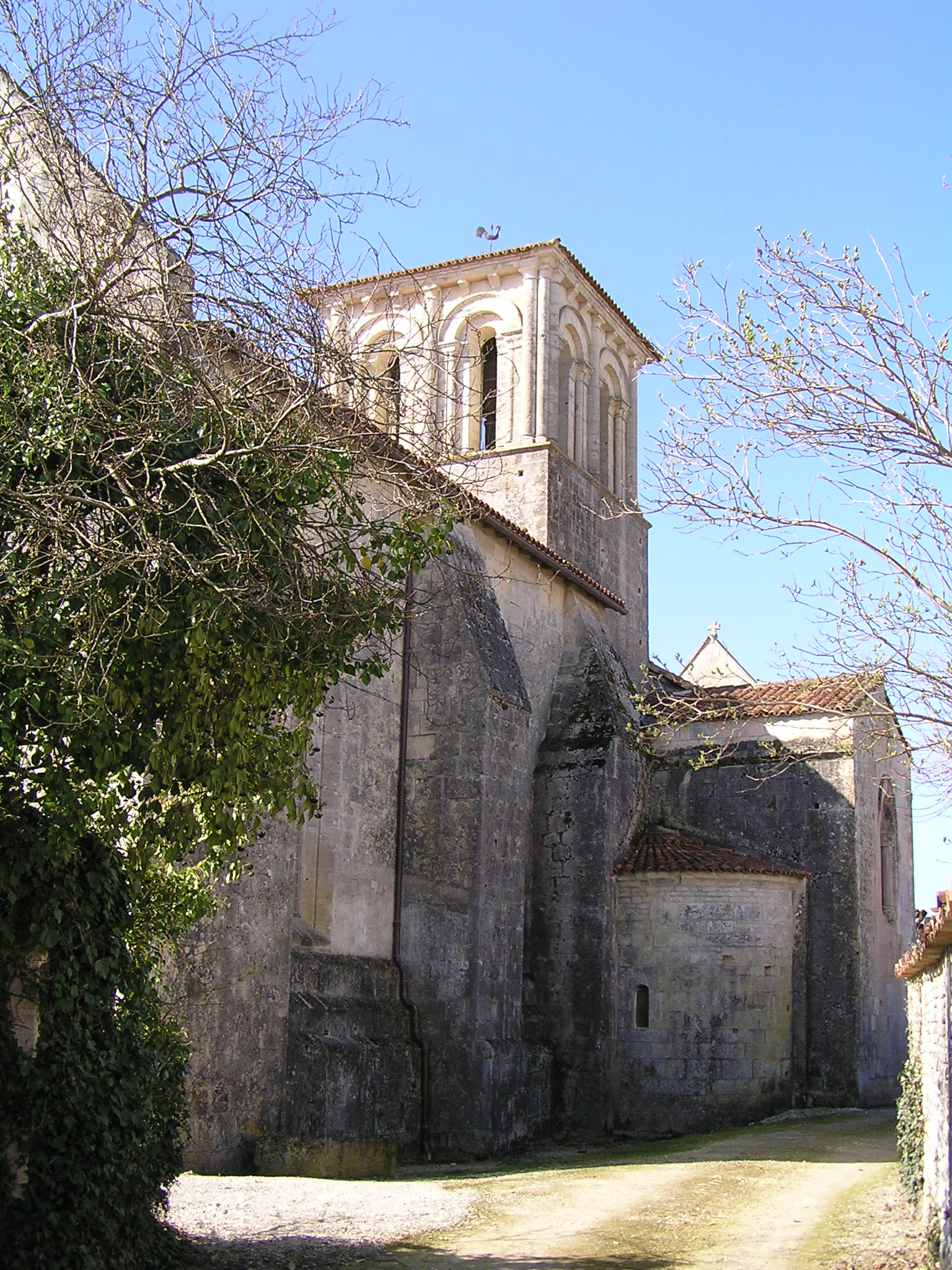
L'église Saint-Symphorien.
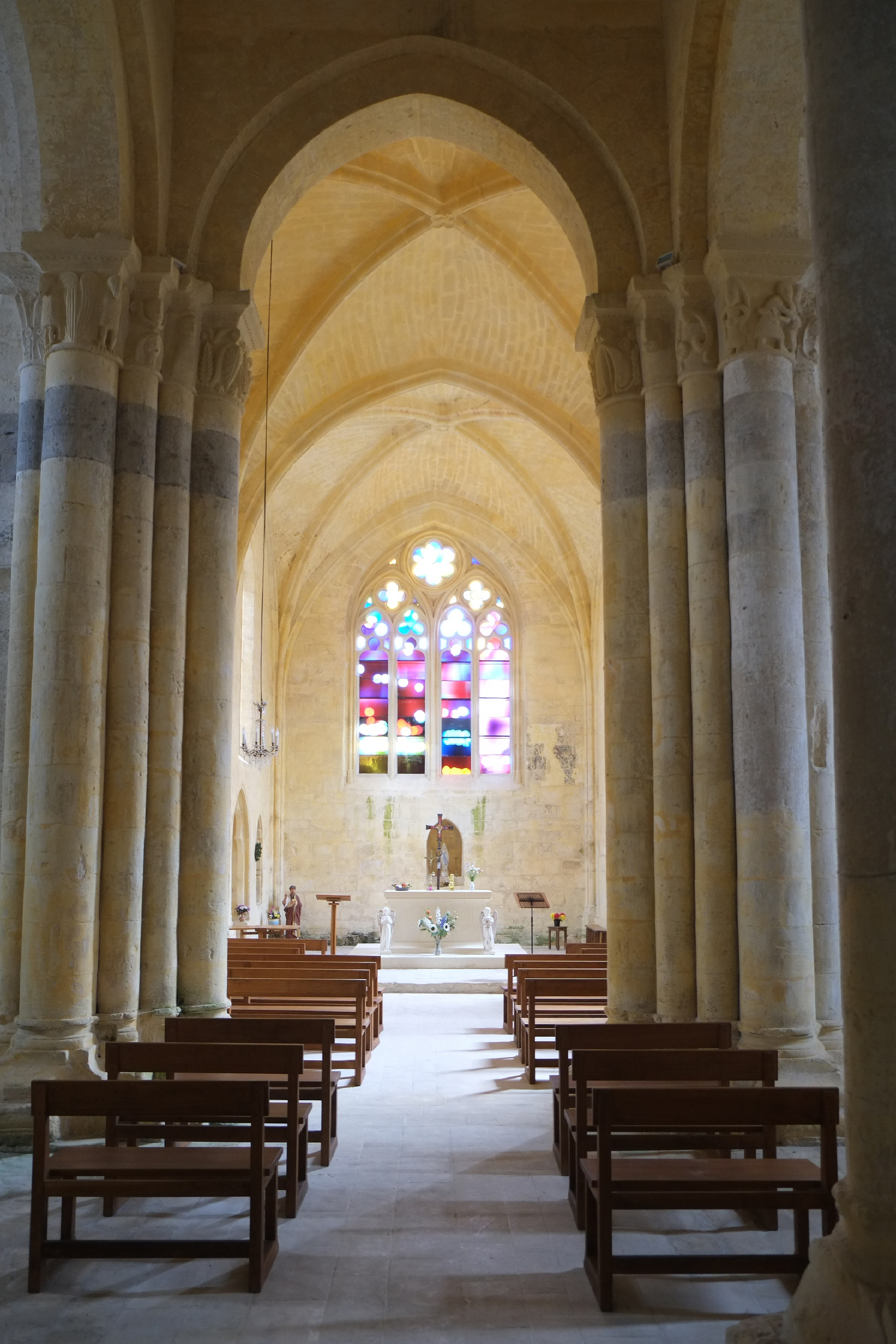
La nef de l'église Saint-Symphorien.
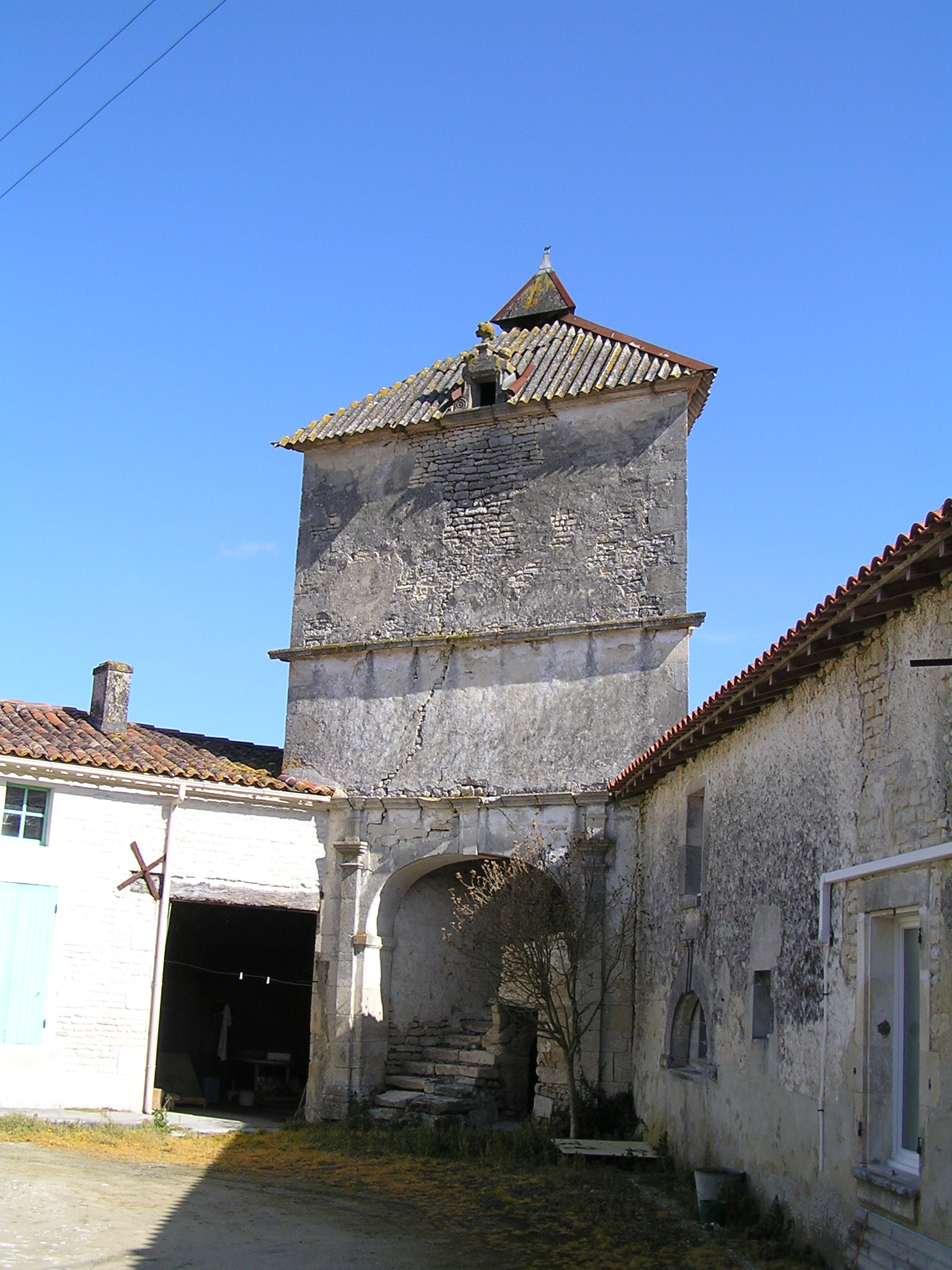
Le pigeonnier à Fresneau.
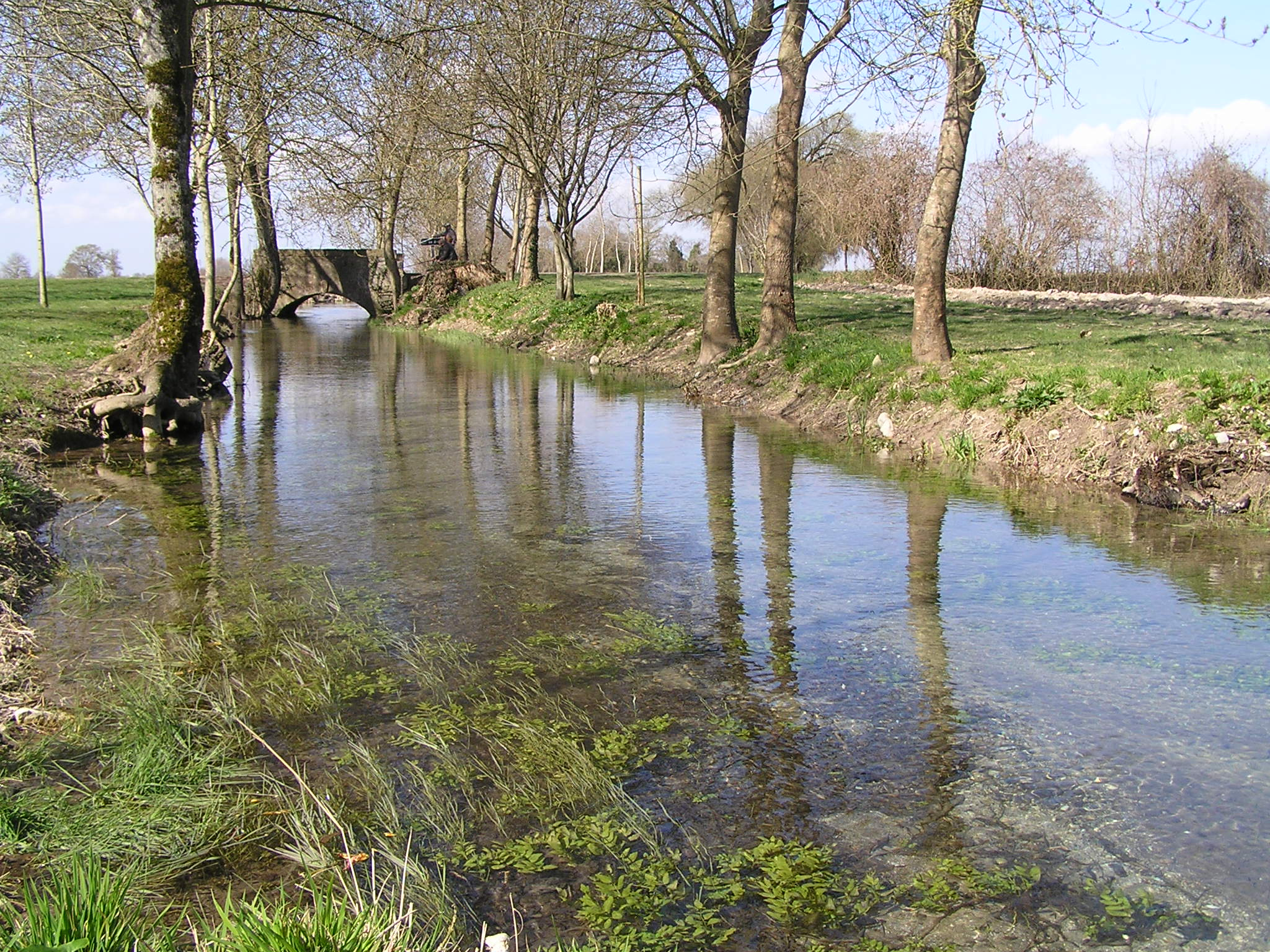
Le Briou.